# Riemenwurm
Der Riemenwurm oder Riemenbandwurm (Ligula intestinalis) ist ein zu den Eucestoda (echte Bandwürmer) gehörender Parasit, dessen zweites Larvenstadium (Plerozerkoid) in der Leibeshöhle von Fischen, vor allem Karpfenartigen, leben und bei diesen die Riemenwurmkrankheit auslösen.

## Lebenszyklus
Die Eier des Bandwurms gelangen mit dem Kot von Wasservögeln ins Gewässer. Aus ihnen schlüpft das erste Larvenstadium (Coracidium), welches sich aktiv in einen vorbei schwimmenden Ruderfußkrebs einbohrt. Der Kleinkrebs dient dem Riemenwurm somit als erster Zwischenwirt und in ihm entwickelt sich innerhalb von wenigen Tagen das zweite Larvenstadium (Prozerkoid). Wird nun der Ruderfußkrebse von einem Fisch – meist einem Karpfenfisch – gefressen, entwickelt sich in der Leibeshöhle das dritte Larvenstadium (Plerozerkoid). Das Plerocercoid kann sehr groß werden und unter Umständen ein ganzes Fischleben überstehen. Erst wenn der Fisch von einem Endwirt (Vögel wie Möwe, Graureiher oder Kormoran) gefressen wird reift der Parasit im Darm des Wirtes zum adulten Bandwurm heran. Im Vogel legt der zwittrige Parasit Millionen von Eiern, die über den Kot der Vögel frei werden. Der Zyklus ist geschlossen und beginnt nun von Neuem.

## Morphologie des Plerocercoids
Das 2. Larvenstadium des Riemenwurms kann im Fisch bis zu 20 cm groß werden. Üblicherweise bestehen Bandwürmer aus drei Teilen: der Kopf, die Entstehungszone und die Gliederkette. Der Riemenwurm ist jedoch nicht gegliedert, welches ein wichtiges Charakteristikum zur Bestimmung dieser Art ist.

## Pathogenität

### Für den Fisch
Durch die extreme Größe des Parasiten werden die inneren Organe verdrängt. Zusätzlich unterdrückt der Riemenbandwurm die Gonadenreifung des Fisches, indem er dem Fisch Energie entzieht und den Hormonhaushalt beeinflusst. So behält der Cestode genügend Platz in der Leibeshöhle um sich zu entwickeln. Die Fischkrankheit wird als Ligulose oder Riemenwurmkrankheit bezeichnet und verursacht hohe wirtschaftliche Verluste in Fischbeständen.

### Für den Menschen
Der Riemenbandwurm ist ungefährlich für den Menschen. Der Parasit wird ab einer Temperatur von 70 °C abgetötet. Ein gekochter oder gebratener Fisch stellt somit keinen Übertragungsweg zum Menschen dar. Selbst wenn ein lebender Bandwurm in den Darm eines Menschen gelangen würde (über rohen Fisch) wäre er ungefährlich und würde innerhalb weniger Stunden absterben, da der Mensch einen Fehlwirt darstellt.
Der einzige, in Europa nachgewiesene Bandwurm, der auf den Menschen übertragbar ist, ist der Fischbandwurm (Diphyllobothrium latum).